# Šentjakob
Šentjakob je naselje u slovenskoj Općini Šentjerneju. Šentjakob se nalazi u pokrajini Dolenjskoj i statističkoj regiji Donjoposavskoj regiji. 

## Stanovništvo
Prema popisu stanovništva iz 2002. godine naselje je imalo 34 stanovnika.